# Angelina Valentine
Angelina Valentine (ur. 19 września 1986 w stanie Kentucky) – amerykańska aktorka i reżyserka pornograficzna pochodzenia włosko-wenezuelskiego.

## Filmografia[1]
- Loves to Swallow (2006)
- Ball Honeys 10 (2007)
- Barely 18 36 (2007)
- Big Boobs the Hard Way 6 (2007)
- Bitch Banging Bitch 2 (2007)
- Blindfolded Surprise (2007)
- Dealer Fee (2007)
- DeMentia 5 (2007)
- Extra Curriculat Action (2007)
- Fast Times 1626 (2007)
- Fresh Pussy 6 (2007)
- Her Cute Feet Gets Major Attention Today (2007)
- Latin Adultery 1724 (2007)
- Naughty Athletics 1 (2007)
- Naughty Athletics 1713 (2007)
- Naughty Bookworms 1663 (2007)
- Neighbor Affair 1794 (2007)
- New To The Game 2 (2007)
- Outkast (2007)
- Please Dont Expel Me (2007)
- Squirts Illustrated 2 (2007)
- This Latina Sucks a Mean Dick (2007)
- This Pickup Was A Good Fucking Time (2007)
- Venezuelan Ass (2007)
- Venezuelan Hottie (2007)
- Violation of Trina Michaels (2007)
- Who's Your Daddy 11 (2007)
- Young Tight Latinas 13 (2007)
- 2 Chicks Same Time 1 (2008)
- 2 Chicks Same Time 2351 (2008)
- 3 Blowin Me 2 (2008)
- All About Ashlynn 2: Girls Only (2008)
- Angelina and Her New Found Talent (2008)
- Angelina Valentine (2008)
- Angelina Valentine II (2008)
- Bad Girls (2008)
- Begging for a Few More Inches (2008)
- Big Tits at School 3 (2008)
- Big Wet Tits 7 (2008)
- Brunette With Huge Tits Banging Stranger (2008)
- Busty Housewievs 1 (2008)
- Crazy Big Tits 4 (2008)
- Cum Buckets 8 (2008)
- European Psycho (2008)
- Favorite Fucks (2008)
- Fuck Fiends 2 (2008)
- Fuck Slaves 4 (2008)
- Fucked on Sight 5 (2008)
- Full Streams Ahead 1 (2008)
- Glory Holes and Bad Girls (2008)
- Hot Chicks Perfect Tits 1 (2008)
- Housewife 1 On 1 3226 (2008)
- Huge (2008)
- I Have A Wife 2127 (2008)
- Identity (2008)
- Jerk Me And Swallow It All (2008)
- Latin Adultery 6 (2008)
- Latin Adultery 2013 (2008)
- Latin Adultery 2768 (2008)
- Layover (2008)
- Layover 3: Me No Hooker (2008)
- Lipstick Jungle (2008)
- Liquid Gold 16 (2008)
- Lubing The Cock (2008)
- Make My Pussy Wet Water Boy (2008)
- Mamacitas 11 (2008)
- Marco Hits The Vegas Strip (2008)
- Massive Boobs (2008)
- Masters of Reality Porn 2 (2008)
- Muy Caliente 5 (2008)
- Naughty America: 4 Her 4 (2008)
- Naughty Athletics 3 (2008)
- Naughty Athletics 2063 (2008)
- Naughty Athletics 3428 (2008)
- News Channel 413 (2008)
- Oil Overload 1 (2008)
- Only Hendjobs 6 (2008)
- Peter North's POV 21 (2008)
- Phat Ass Tits  5 (2008)
- Porn Star Brides 1 (2008)
- POV Jugg Fuckers 1 (2008)
- Pretty As They Cum 1 (2008)
- Raw Pussy 3 (2008)
- Real Female Orgasms 9 (2008)
- She's Got Legs (2008)
- Slutty and Sluttier 6 (2008)
- Sponsor This (2008)
- Squirt Inspector (2008)
- Squirt on My Big White Cock 5 (2008)
- Squirting Cowgirls 2 (2008)
- Suck It Dry 5 (2008)
- Taco Shop 3 (2008)
- Teen Cuisine Too (2008)
- This Is a Stick Up (2008)
- Unfaithfully Yours (2008)
- Valentine For Mike (2008)
- We Go Ahead and Check Her Fluids Under That Sweet Hood (2008)
- Whipped Ass 4939 (2008)
- Wife Switch: The Flames and The Valentines (2008)
- 2 Chicks Same Time 5 (2009)
- 2 Chicks Same Time 3746 (2009)
- Ashlynn and Friends 7 (2009)
- Banging Bitches (2009)
- Barely Legal Lover (2009)
- Big Breasted Nurses 2 (2009)
- Big Dick Gloryholes 3 (2009)
- Big Tits at Work 6 (2009)
- Big Titty Nurses (2009)
- Big Wet Tits 8 (2009)
- Bitches Who... Force Hubby Bi 7 (2009)
- Blowjob Winner 2 (2009)
- Bumper Grrrls (2009)
- Busty Solos 3 (2009)
- Car Shop Cum Shot (2009)
- Cum Along with Me (2009)
- Daydreaming Of Deepthroat (2009)
- Doctor Adventures.com 4 (2009)
- Dodgeballs (2009)
- Fools Demise 1 (2009)
- Forever Is The Night (2009)
- Fuck Club II (2009)
- Fuck Club III (2009)
- Fuck my Tits 5 (2009)
- Fucking with a Long Spear (2009)
- Funny Bone (2009)
- Girl Meets Boy (2009)
- Great Big Tits 7 (2009)
- Head Master 3 (2009)
- Her First Big Cock: Angelina Valentine (2009)
- Her First Big Cock: Paris Gables and Angelina Valentine (2009)
- Housewife 1 on 1 13 (2009)
- I Kissed A Girl (2009)
- I Need Your Blood Pumpin (2009)
- In the Army Now (2009)
- Jack's Teen America 23 (2009)
- King Dong 3 (2009)
- Latinistas 5 (2009)
- Live Gym Cam 5033 (2009)
- Live Naughty Secretary 5031 (2009)
- Mark Me, Pierce Me, Fuck Me (2009)
- Mommy Knows Best 3 (2009)
- Monster Cock POV 2 (2009)
- More Bang For The Buckxxx 2 (2009)
- Mr Officer (2009)
- My Sexy Life 1 (2009)
- Never Say Never (2009)
- Nutbusters (2009)
- Office Tricks (2009)
- Orgy At Sienna's House (2009)
- Other Angelina (2009)
- Our Wettest and Wildest Squirters Yet (2009)
- Poolside Semen Service (2009)
- Porn Fidelity 18 (2009)
- Porn Fidelity 20 (2009)
- Pornstars Like it Big 5 (2009)
- Pornstars Like It Big 7 (2009)
- POV Handjobs 3 (2009)
- Real Office Whore (2009)
- Real Office Whore II (2009)
- Rollin' with Goldie 3 (2009)
- Royal Cock of 1469 (2009)
- Shot Glasses 2 (2009)
- Sloppy Head 2 (2009)
- Sticky Sweet 2 (2009)
- Stoya: Workaholic (2009)
- Swallowed 2 (2009)
- Swing Time (2009)
- Teachers (2009)
- Throat My Cock And Fix My Golf Shot (2009)
- Throated 17 (2009)
- Tits A Holics (2009)
- Who's That Girl 9 (2009)
- World of Sexual Variations 3 (2009)
- Young Girls With Big Tits 7 (2009)
- 2 Rods 1 Broad 1 (2010)
- Angelina Valentine 2 (2010)
- Angelina Valentine Is Just Too Gorgeous (2010)
- Angelina Valentine Live (2010)
- Angelina Valentine Loves To Watch Herself Fuck (2010)
- Angelina Valentine Phoenix Marie In Porncom Tv (2010)
- Angelina's Mouthful Of Valentine (2010)
- Baby's Got Rack (2010)
- Bad Girls 4 (2010)
- Best of Head (2010)
- Big Tit Obsession (2010)
- Big Tit Perverts (2010)
- Big Tits at School 9 (2010)
- Big Tits at Work 11 (2010)
- Big Tits Boss 10 (2010)
- Big Tits in Sports 4 (2010)
- Big Tits Like Big Dicks 4 (2010)
- Big Titty Squirters (2010)
- Brazzers Presents: The Parodies 1 (2010)
- Busty Beauties: The A List 2 (2010)
- Clitter Island (2010) (2010)
- Cocking Spree (2010)
- DD Doctors (2010)
- Deep Throat This 43 (2010)
- Every Last Drop 16 (2010)
- Femdom Ass Worship 3 (2010)
- Forced Bi Extravaganza (2010)
- Fuck a Fan 8 (2010)
- Handjob Winner 4 (2010)
- Hardcore Get Together (2010)
- Honey, I Forced You Bi 3 (2010)
- Horny Heart Breakers (2010)
- Hot and Mean 2 (2010)
- Hot Chicks in Uniforms (2010)
- I Love Gina 2 (2010)
- Identity Matrix (2010)
- Killer Bride (2010)
- Latin Adultery 12 (2010)
- Latin Adultery 9463 (2010)
- Live Gonzo 1 (2010)
- Live Party Girl 10900 (2010)
- Looks Like Fun (2010)
- Monster Cock Junkies 7 (2010)
- Open Your Fucking Mouth And Eat My Cunt (2010)
- Orgasms In The Outfield (2010)
- POV Handjobs 4 (2010)
- Pussy Eating Club 2 (2010)
- Roommating (2010)
- Sandra Buttocks And Jesse Janes Scandal (2010)
- Squirt-O-Holics 1 (2010)
- Swallow This 15 (2010)
- This Ain't Bad Girls Club XXX (2010)
- This Ain't Charmed XXX (2010)
- This Ain't Curb Your Enthusiasm XXX (2010)
- Tits 'N Tats 1 (2010)
- Throated 27 (2010)
- Touchdown On My Cock (2010)
- Two Worlds Collide (2010)
- Violation of Amy Brook (2010)
- Wifey Proves You're Gay (2010)
- All Night Bend Over Bender (2011)
- American Dad XXX: An Exquisite Films Parody (2011)
- American Daydreams 9 (2011)
- American Daydreams 12567 (2011)
- Anastasia Pierce Is All Tied Up (2011)
- Angelina's New Milky Tits (2011)
- Angelina and Lylith Having Fun in the Sun (2011)
- Angelina Valentine Anal (2011)
- Angelina Valentine is a Naughty Girl (2011)
- Angelina Valentine Live (2011)
- Appraiser Of Dicks (2011)
- Be My Anal Valentine (2011)
- Blessed Blowjob (2011)
- Boom Boom Flick 4 (2011)
- Brazzers Live 12: Wheel of Sex (2011)
- Brazzers Live Special: How Hard Can You Give It (2011)
- Buttsex Nymphos 1 (2011)
- Couples Seduce Teens 20 (2011)
- Couples Seduce Teens: Gracie Glam (2011)
- Crazy Slut Caught Cheating (2011)
- Day With A Pornstar 1 (2011)
- Dirty Filthy Nasty (2011)
- Fan Bang (2011)
- Genital Hospital (2011)
- Genital Hospital Part 2 (2011)
- Hands On Procedure (2011)
- Hardcore Get Together (2011)
- I Dream Of Anal (2011)
- It Ain't Gonna Suck Itself (2011)
- It's the Highway or It's the Bi-Way (2011)
- Kagney Linn Karter - Silly Pornstar Party (2011)
- Kagney Linn Karter - Six Women One Bed (2011)
- Kagney Linn Karter and Angelina Valentine Going Gonzo (2011)
- Latin Adultery 15 (2011)
- Latin Adultery 12164 (2011)
- Lex the Impaler 7 (2011)
- Luscious Deepthroat Latina II (2011)
- Mommy Knows Best 8 (2011)
- Nacho Invades America 1 (2011)
- North Pole 82 (2011)
- Oiled Up 1 (2011)
- Ohhh The Humanity (2011)
- Open Your Mouth and Eat My Cunt (2011)
- Oral Overload 2 (2011)
- Pegging: A Strap on Love Story 3 (2011)
- Perfect Natural Tits Workout (2011)
- Pole Position 11 (2011)
- Porn Fidelity 25 (2011)
- Pretty in Pink (2011)
- Pure Filth (2011)
- Raw Sex (2011)
- Sex Angels (2011)
- SexAholics (2011)
- Sleazy Riders (2011)
- Solo Sweethearts 2 (2011)
- Squirting for Magical Feet (2011)
- Squirtmania 17 (2011)
- Starsruck 1 (2011)
- Swallow My Pride 10 (2011)
- This Isn't Fantasy Island (2011)
- Titterific 13 (2011)
- Titty Attack 3 (2011)
- Toys in Her Box (2011)
- Transsexual Superstars: Sarina Valentina (2011)
- Transsexual Superstars: Vaniity (2011)
- Two In The Bush...and In The Ass (2011)
- Undercover Boobs (2011)
- Wasted (2011)
- Wheel of Debauchery 4 (2011)
- Wife Switch 13 (2011)
- Women at Work 1 (2011)
- 3 Way Sex Fest with Angelina Valentine (2012)
- Adult Guidance 2 (2012)
- Amazing Asses 4 (2012)
- American Cocksucking Sluts 2 (2012)
- Anal Size My Wife 3 (2012)
- Anal Threesomes (2012)
- Angelina Valentine Choked By Monster Cock (2012)
- Angelina Valentine Gets Fucked (2012)
- Angelina Valentine Gives Her Ass to Nacho (2012)
- Angelina Valentine Live (2012)
- Angelina Valentine Solo (2012)
- Angelina Valentine Squirts (2012)
- As Nasty as She Wants to Be 3 (2012)
- Backstage of Sexual Flash (2012)
- Bang Bus 39 (2012)
- Big Butts Like It Big 9 (2012)
- Big Tits at School 15 (2012)
- Big Wet Butts 8 (2012)
- Bone Identity (2012)
- Boobs Ahoy (2012)
- Brazzers Live 31: Ho Ho Hoes (2012)
- Brooklyn Egg Cream On The Roxxx (2012)
- Can He Score 12 (2012)
- Cock Sucking Challenge 13 (2012)
- Cock Sucking Challenge 16 (2012)
- Cock Sucking Challenge 17 (2012)
- Crack Fuckers (2012)
- Deep Inside Angelina Valentine (2012)
- Deepthroat Sirens Poster Child (2012)
- Doctor Adventures.com 13 (2012)
- Double Teaming a Cheap Whore (2012)
- Girls Licking Girls (2012)
- Hollywood Heartbreakers 2 (2012)
- Horny Joe's Gym 3 (2012)
- Hot Pornstar Rides The Bangbus (2012)
- I Am Brooke Banner (2012)
- Ladies Night (2012)
- Latin Adultery 19 (2012)
- Latin Adultery 13685 (2012)
- Latin Honeycums 2 (2012)
- Mandingo Massacre 4 (2012)
- Mommy's In The Hood 2 (2012)
- My Girlfriend's Busty Friend 15137 (2012)
- Office 4-Play 3 (2012)
- Picture Perfect II (2012)
- Putting Out The Fire (2012)
- Rich Bitch Black Dick (2012)
- Sexual Flash (2012)
- Squirtmania 27 (2012)
- Squirt City Sluts (2012)
- Superstar Gang Bangs (2012)
- Sweet Bone Alabama (2012)
- This Isn't The Girl with The Dragon Tattoo (2012)
- Titty Creampies 2 (2012)
- Tonight's Girlfriend 14521 (2012)
- Toy Stories (2012)
- Toys and Girls 3 (2012)
- TS Pussy Hunters 24201 (2012)
- Two Girl Plus One... Part 1 (2012)
- Two Girl Plus One... Part 2 (2012)
- Two Hot Lesbians in Action (2012)
- Wheel of Debauchery 10 (2012)
- Wild Side (2012)
- Wild Side - Scene 3 (2012)
- Young Latinas Gone Black (2012)
- A-List Pussy (2013)
- All Star Squirters 5 (2013)
- Angelina Valentine and Memphis Monroe (2013)
- Angelina Valentine Live (2013)
- Angelina Valentine Solo (2013)
- Big Tits at Work 19 (2013)
- Big Tits In Uniform 11 (2013)
- Blowjob Winnjer 15 (2013)
- BONUS-Lex's Breast Fest (2013)
- Breaking The Tough Girl (2013)
- Breast Wishes (2013)
- Cheating Wives Caught 7 (2013)
- Cock Sucking Challenge 22 (2013)
- Dirty Girls Angelina and Tory Lane Get It Up the Ass (2013)
- Everybody Loves Big Boobies 8 (2013)
- Fluffers 15 (2013)
- Fuck a Fan 19 (2013)
- Fucking Hard In Angelina's House (2013)
- Genital Hospital (2013)
- I Have A Wife 16331 (2013)
- Inked Angels 1 (2013)
- Lex's Breast Fest (2013)
- Lex's Breast Fest - Scene 5 (2013)
- Manuel Ferrara Caught In An Oil Attack (2013)
- My Girlfriend's Busty Friend 6 (2013)
- Natassia and Angelina (2013)
- Open Wide for the Camers (2013)
- Paybacks A Bitch (2013)
- Pornstar Double Team Supreme (2013)
- Pornstar Double Team Supreme 2 (2013)
- Pornstars Love Trannies (2013)
- Pornstars Love Trannies 2 (2013)
- Pornstars Love Trannies 3 (2013)
- Puffy Pussy (2013)
- Real Wife Stories 15 (2013)
- Sexually Broken 27 (2013)
- She Can't Handle The Sex Machine (2013)
- She's Gonna Squirt (2013)
- Snort That Cum 10 (2013)
- Squirt (2013)
- Squirt Machines 2 (2013)
- Stroking That Massive Ego (2013)
- Tag Team II (2013)
- Titterific 28 (2013)
- Tonight's Girlfriend 19 (2013)
- Tory Lane Angelina Valentine Squirting Machines (2013)
- Trans At Play (2013)
- Trashy (2013)
- Young Booty (2013)
- Angelina Valentine and Lyla Storm Team Up for Cock Sucking (2014)
- Angelina Valentine Solo (2014)
- Angelina Valentine Vs Danny The Diva (2014)
- Best of Everybody Loves Big Boobies (2014)
- Bi-sexual Harassment 3 (2014)
- Big Tit Pickups 2 (2014)
- Bra Busting Lesbians 1 (2014)
- Couples Seek Third 1 (2014)
- Couples Seek Third 2 (2014)
- Dirty Nasty Filthy Cuckolding Cunt 3 (2014)
- Doctor Adventures.com 17 (2014)
- Dropping Loads (2014)
- Even More... Femdom Cumshots (2014)
- Genital Hospital 2 (2014)
- Girlfriends Teaching Girlfriends 1 (2014)
- Great Cuckold Contest 3 (2014)
- Lesbian Sex Parties (2014)
- Lewed and Tattooed (2014)
- Lick Me Please 2 (2014)
- Mom Has a Huge Rack 3 (2014)
- Mommy Knows Best 14 (2014)
- Monster Cock For Her Little Box 4 (2014)
- Naughty Little Masturbaotr (2014)
- Oral Overdose (2014)
- Peter North's in Deep (2014)
- Pornstars Love Trannies 4 (2014)
- She Can't Handle The Sex Machine 2 (2014)
- Squirtaholics (2014)
- Temped By Mommy 2 (2014)
- Treat Me Like a Slut 1 (2014)
- 3 Way With Some Anal Fun (2015)
- Amazing Racks (2015)
- Angelina Valentine Pov Big Tit Slut Fucked Hard (2015)
- Bra Busting Lesbians 3 (2015)
- Cat Fight Gangbangs 3 (2015)
- Foxxy with Angelina Valentine and Carmen (2015)
- Hot Chocolate 3Sum Angelina Valentine and Marie Luv (2015)
- I Have a Wife 33 (2015)
- I'm Gonna Fuck You Good White Girl (2015)
- Ink'd Beauties (2015)
- Keiran Lee's 1000th: This Is Your ZZ Life (2015)
- Lesbian Guilty Pleasures 3 (2015)
- Pornstars Love Trannies 5 (2015)
- Stoya's Yearbook (2015)
- Strapped And Ready To Attack 2 (2015)
- Throwback Ft. Angelina Valentine Anal 3 Way (2015)
- Trans at Play: She Exclusive (2015)
- Turbo Sluts (2015)
- 2 Chicks Same Time 21943 (2016)
- Best Of She Exclusive (2016)
- Cockstars 6 (2016)
- Angelina Valentines Awesome Threesome (2017)
- Bad Girl Angelina Valentine Loves It Raw (2017)
- Basement Tapes 13 (2017)
- DP Ink (2017)
- Finest Boobs 2 (2017)
- Fuck Her Skinny White Ass (2017)
- Good Vibrations III (2017)
- Latex Sirens (2017)
- Angelina Valentine Fucks Her Sick Patient (2018)
- Angelina Valentine Hardcore Pussy Pounding (2018)
- Angelina Valentine Inked Angel Fucked In California (2018)
- Help My Bitch Turned Me Into A Gay Cum Bucket (2018)
- Housewife 1 On 1 24239 (2018)
- Perfect Tits 2 (2018)
- Slutty (2018)
- Angelina Valentine Worships Prince's BBC (2019)
- Drop Dead Gorgeous 3 (2019)
- Dts Compilation - Vol. 2 (2019)
- Mommy Knockers 2 (2019)
- Perfect Hairless Pussies (2019)
- Horny Roommate Gets Into The Action (2020)
- Identity 4 (2020)
- Latin Adultery 25946 (2020)
- Orgies (2020)
- 2 Chicks Same Time 26444 (2021)
- Sexing It With Carmen and Foxxy (2021)
- Tricycle and Crazy Contraptions (2021)
- With Ava Devine and Big Cocks (2021)
- Busty Angelina Valentine Threeway Fucked By Foxxy and Carmen (2022)
- Picking Up Vaniity (2022)
- Neighbor Affair 31782 (2023)

## Nagrody i nominacje

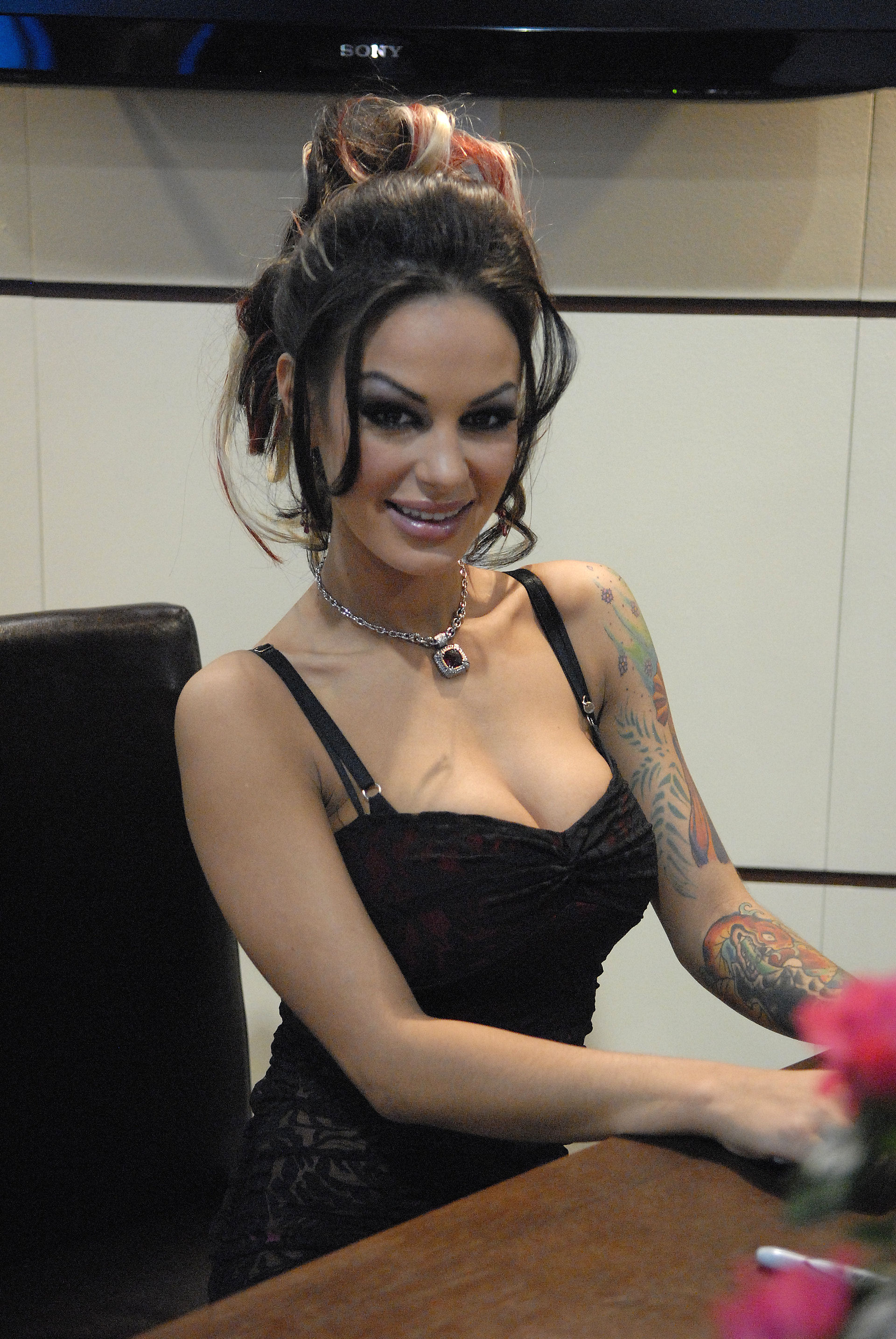
Angelina Valentine (2009)

### Reżyseria
- All In: O Jogo Perfeito (2018)
- Sexo Gourmet (2018)

## Nagrody i nominacje[1]

### Nagrody
- XRCO Award w kategorii Deep Throat Award (2009)[2]
- zwyciężczyni Tranny Awards w kategorii Best Non-TS Performer (2010)[3]

### Nominacje
- nominacja do AVN Awards w kategoriach Best Group Sex Scene, Best New Starlet, Best Threeway Sex Scene (2009)[4]
- nominacje do AVN Awards w kategoriach Best New Web Starlet i Unsung Starlet of the Year (2010)[5]
- nominacja do XBIZ Award w kategorii Female Performer of the Year (2011)
- nominacja do AVN Awards w kategorii Unsung Starlet of the Year (2012)[6]
- nominacja do Tranny Awards w kategorii Best Non-TS Performer (2012)
- nominacja do Nightmoves w kategorii Best Ink (2013)
- nominacja do Sex Awards w kategoriach Porn Star of the Year i Sexiest Adult Star (2013)
- nominacje do AVN Awards w kategoriach Best Group Sex Scene, Best POV Sex Scene i Best Transsexual Sex Scene (2014)
- nominacja do XBIZ Award w kategorii Best Scene (2014)

## Życie prywatne
Jest osobą biseksualną.